# Université de Valparaíso
L'université de Valparaíso (en espagnol : Universidad de Valparaíso ou UV) est une université publique située à Valparaíso, au Chili. L'université est fondée le 12 février 1981.

## Personnalités liées
- Carmen Castillo, médecin et femme politique chilienne, directrice du Campus San Felipe